# Huštěnovice
Huštěnovice (německy Hustienowitz) jsou obec v okrese Uherské Hradiště ve Zlínském kraji, 4 km severně od Uherského Hradiště na řece Moravě. Žije zde 998 obyvatel. Od roku 2002 jsou členem mikroregionu Staroměstsko.

## Název
Na vesnici bylo přeneseno původní pojmenování jejích obyvatel, které znělo Úščěnovici. Bylo odvozeno od osobního jména Úščěn (což bylo obecné slovo znamenající "vousek") a znamenalo "Úščěnovi lidé". Počáteční protetické H- (typu Holomóc) je poprvé doloženo z roku 1405.

## Historie
První písemná zmínka o obci s názvem Wesconewiz pochází z roku 1220, kdy olomoucký biskup Robert přiznal Velehradskému klášteru desátek z huštěnovických vinic. Původně ves stávala o něco východněji než dnes, v trati Huštěnůvky blíže řece Moravě. Nová osada s podlouhlou návsí byla založena na sušším místě v letech 1261–1320.

## Pamětihodnosti
- Kostel svaté Anny z let 1873–1877. Neogotická stavba s věží vysokou 39,82 m. Kostel byl postaven jako náhrada za kapli sv. Anny z roku 1828. Před kaplí zde stávala zvonice, postavená v 80. letech 18. století. Věřící chodili na bohoslužby do Kostela svatého Františka Xaverského v Uherském Hradišti. V roce 1872 si místní obyvatelé zvolili kostelní výbor na postavení nového kostela. Základní kámen byl položen 26. července 1873 a přesně za tři roky byl 26. července 1877 kostel vysvěcen. Stavbu provedl stavitel Josef Schaniak z Uherského Hradiště. V roce 1995 prohlášen za kulturní památku.
- Socha sv. Jana Nepomuckého z roku 1908
- Pomník padlým v první světové válce z roku 1923 od akademického sochaře Julia Pelikána na místním hřbitově
- Šest křížů v různých částech obce z let 1874, 1878, 1907, 1915, 1946[5] a jeden neurčeného stáří[6]
- Pamětní deska legionáře Antonína Smětáka z roku 1935 na jeho rodném domě č. 64
- Muzeum s expozicí lidového bydlení v Huštěnovicích na počátku 20. století.[7] Muzeum bylo otevřeno v roce 2011.[8]
- Přírodní památka Huštěnovická ramena

## Galerie

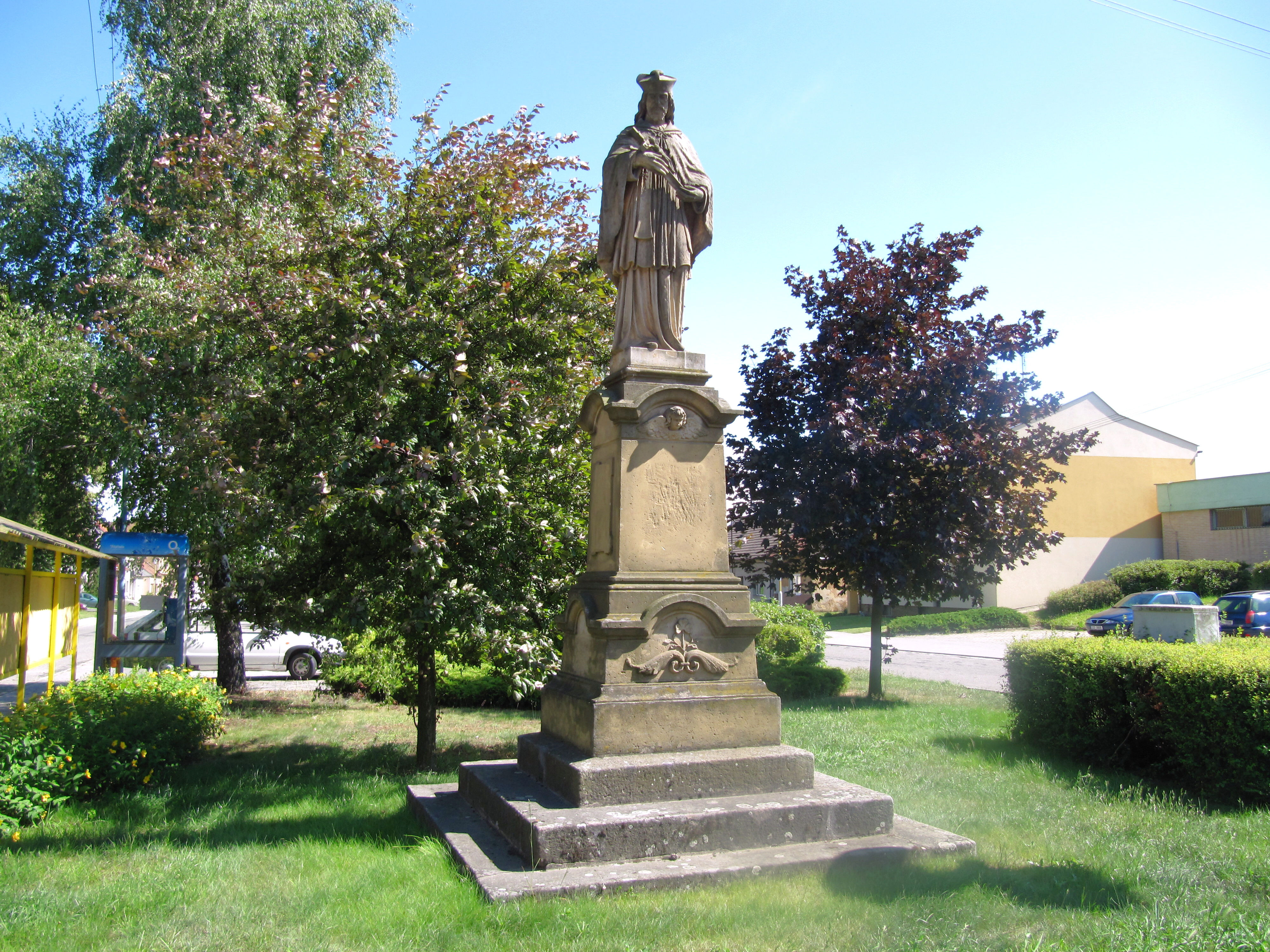
Socha Jana Nepomuckého na návsi
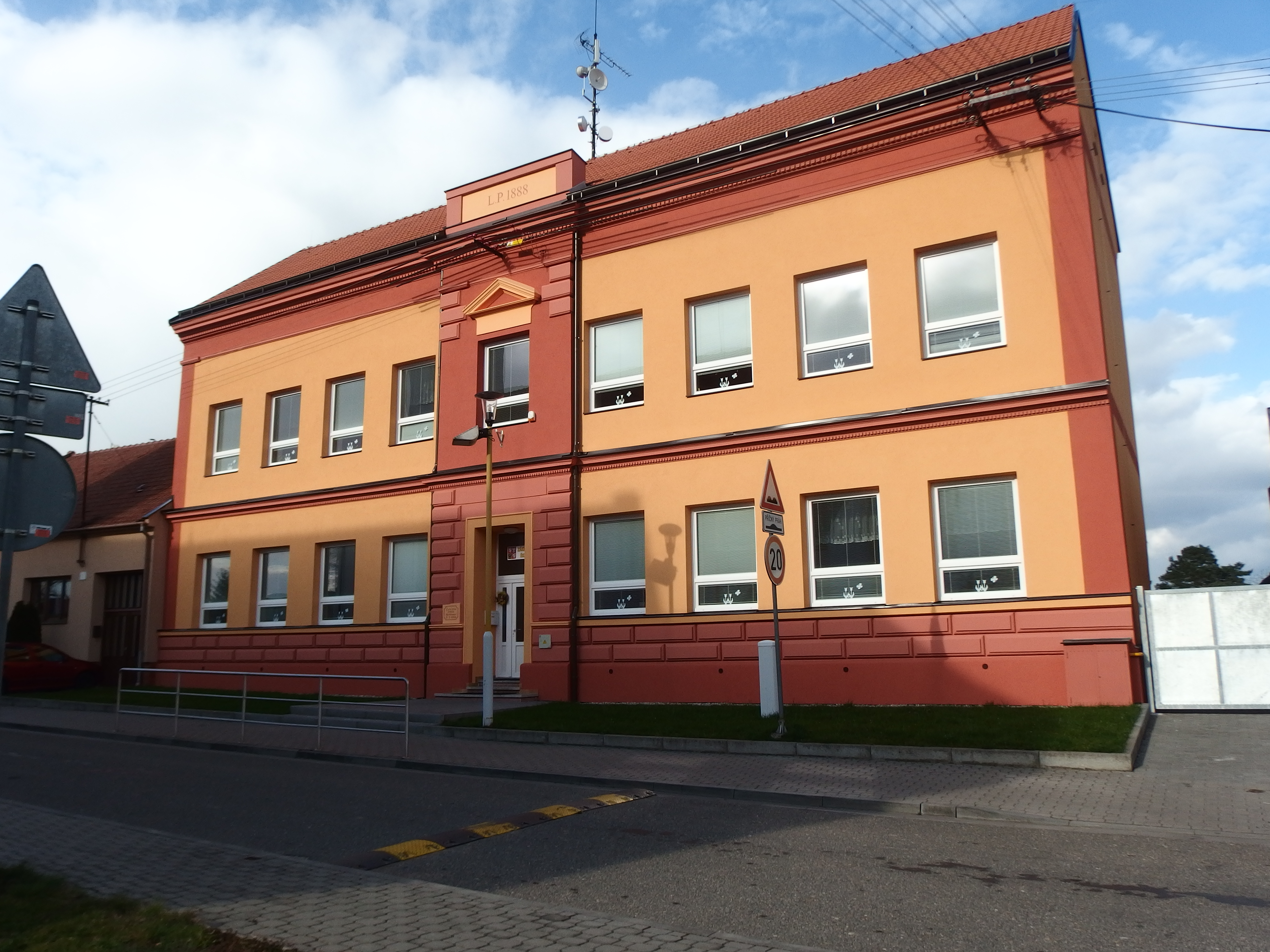
Základní a mateřská škola Huštěnovice, budova z roku 1888
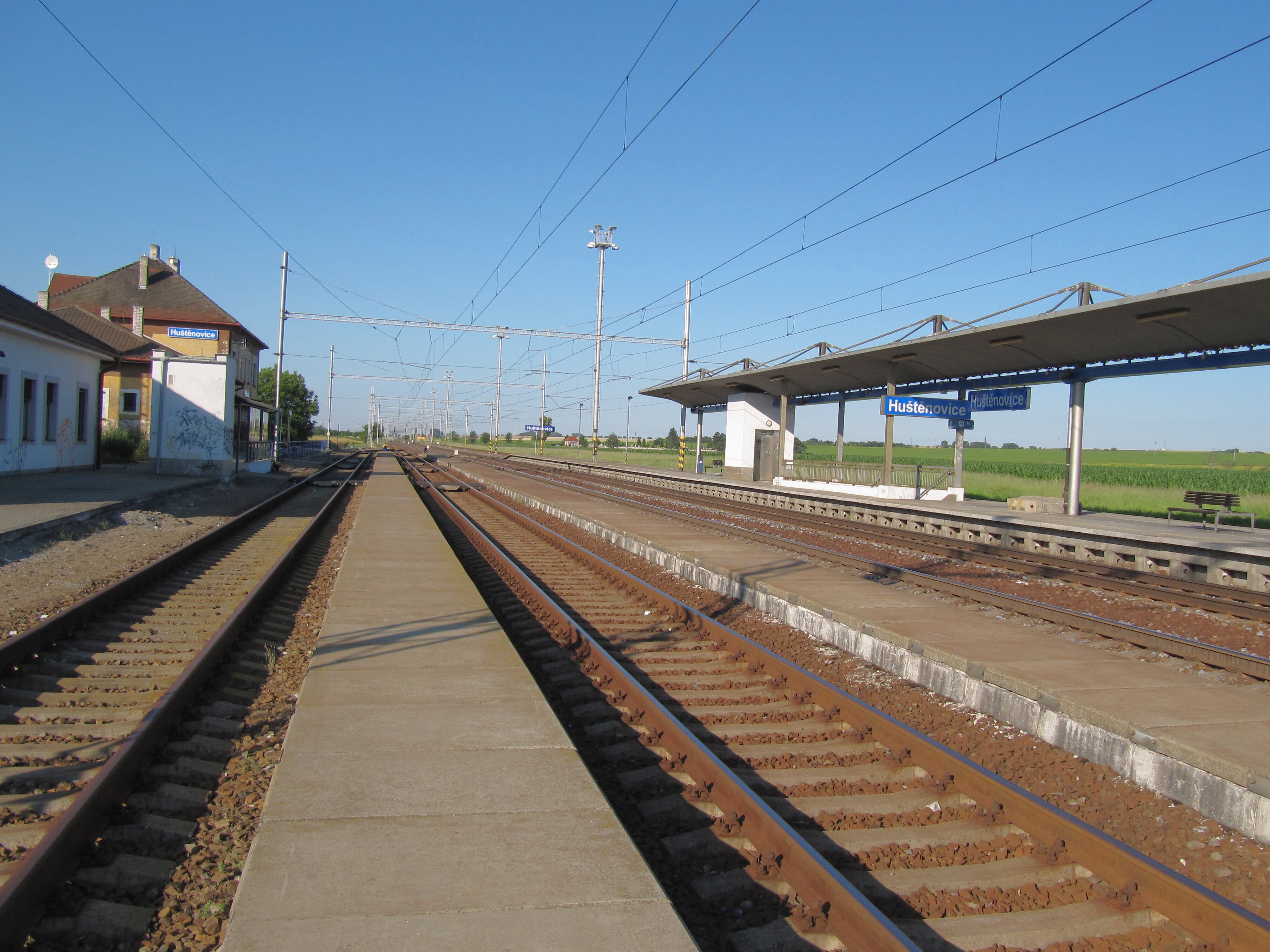
Nádraží na trati Přerov-Břeclav
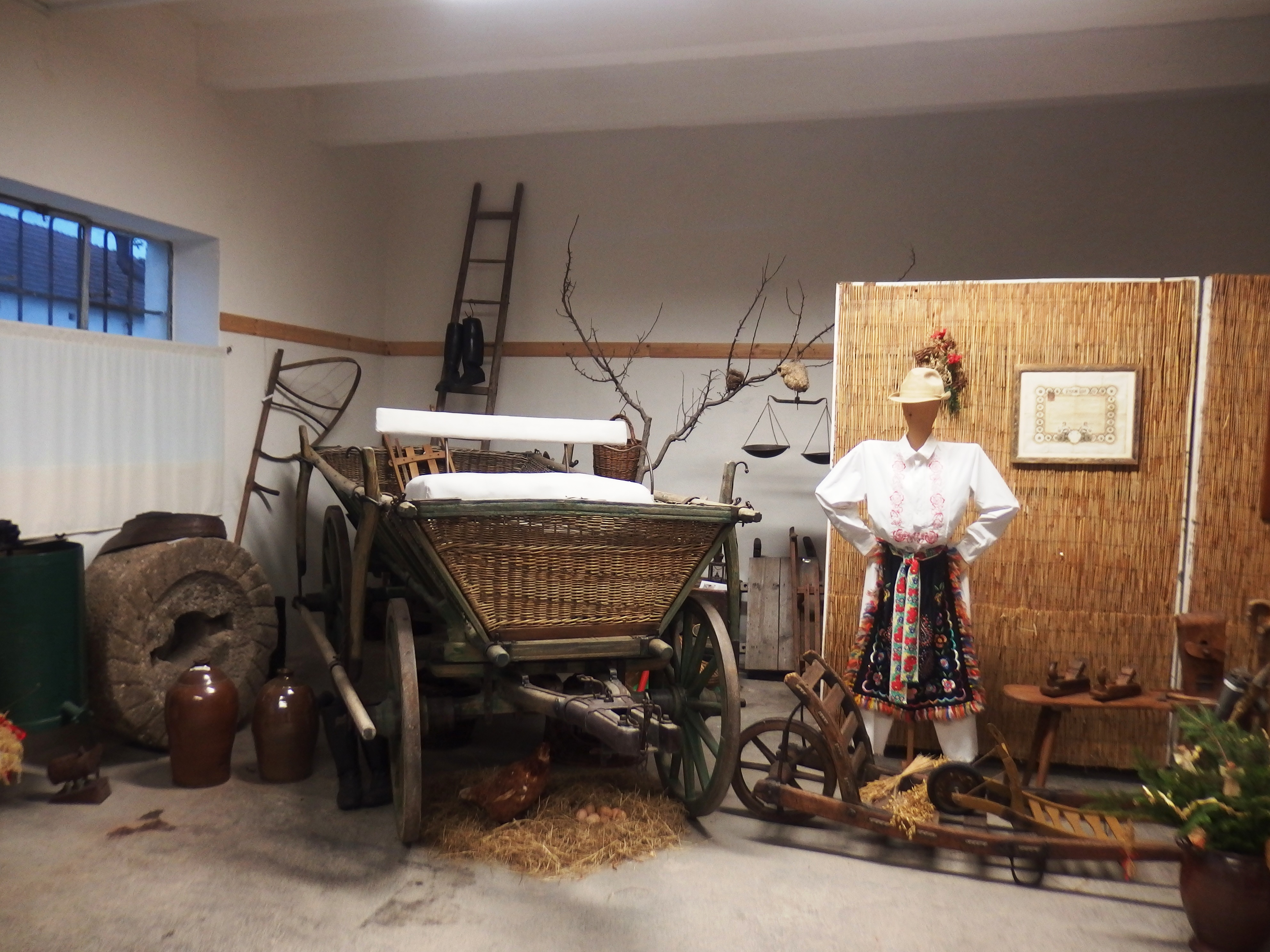
Expozice obecního muzea
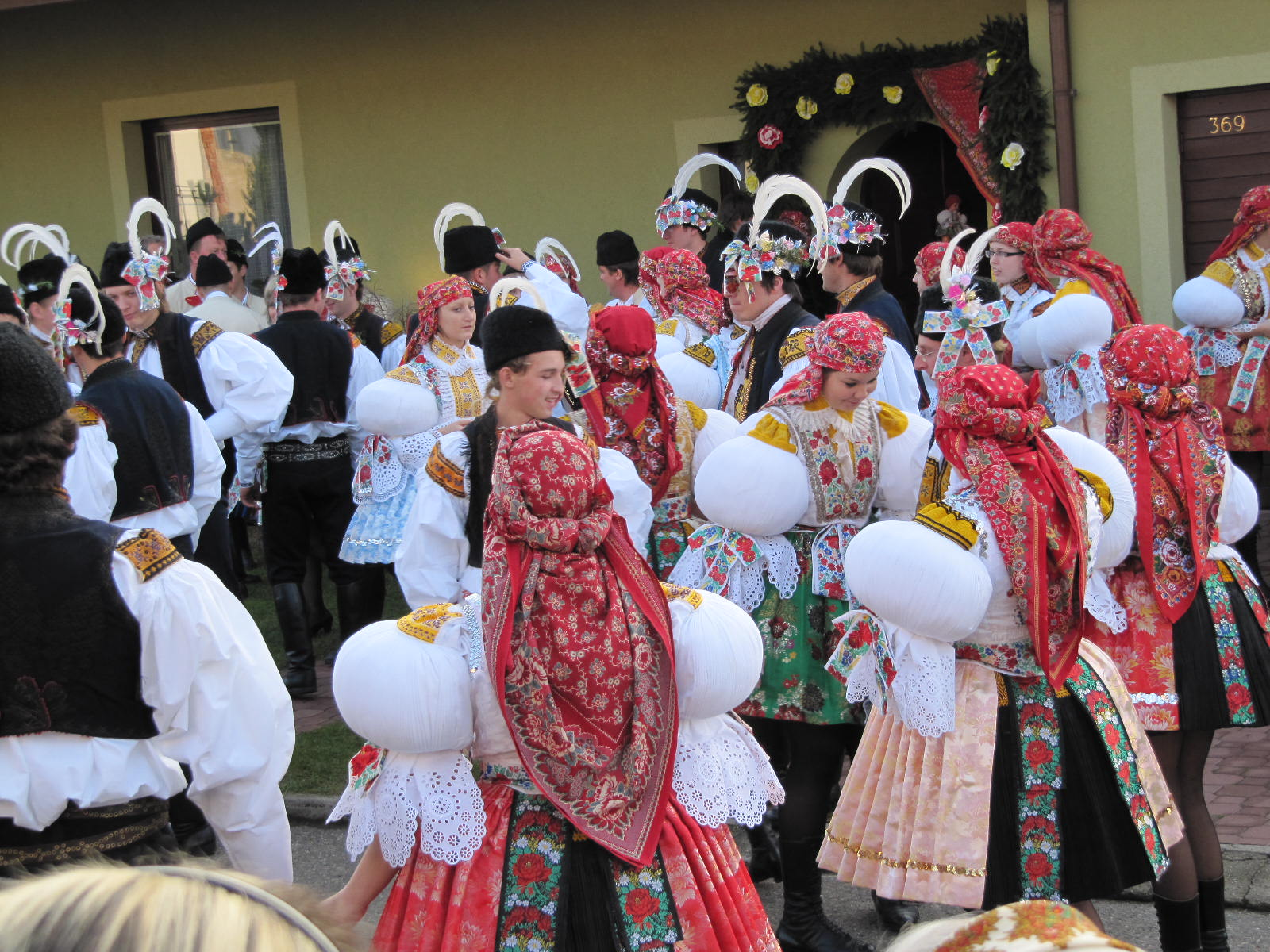
Hody v Huštěnovicích

## Doprava
Huštěnovice leží na železniční trati z Břeclavi do Přerova (železniční stanice Huštěnovice), silnici I/55 a dálnici D55. Katastrem obce vede Baťův kanál a podél něj cyklostezka.

## Osobnosti
- Hynek Býček (1898–1992), žokej[10]
- Metoděj Habáň (1899–1984), kněz, dominikán, filozof
- Fanna Hasmandová (1888–1930), spisovatelka
- Marie Vojtěcha Hasmandová (1914–1988), řeholnice, generální představená Kongregace Milosrdných sester svatého Karla Boromejského v letech 1970–1988[11]
- Jiří Kaňovský (* 1949), akademický sochař
- Josef Kieryk (1927–1987), žokej
- Rudolf Králíček (1862–1946), generál, rodák z Huštěnovic
- Jan Maňásek (1898–1943), lékař, účastník Druhého odboje
- Antonín Sládek (1942–2009), akademický malíř[12]
- Antonín Směták (1890–1918), nadporučík ruských legií[13]